# سكورة الحدرة
سكورة الحدرة  (بالإنجليزية: Skoura Lhadra)‏ هي جماعة قروية تابعة لإقليم الرحامنة ضمن جهة مراكش أسفي بالمغرب. بلغ مجموع عدد سكان  سكورة الحدرة حسب إحصاءات 2004 حوالي 8.942 نسمة يعيشون في 1224 أسرة.